# 殷宝莹
殷寶瑩（英語：Renee Yan，1985年8月16日—），原名殷思穎 ，曾用藝名殷樱、殷燕，香港女演員，第15期無綫電視藝員訓練班（2001年）畢業的藝員，同期藝訓班畢業的藝員還有伍濼文和夏竹欣等人。目前已离开無綫電視，前往中國大陸發展。現爲上海东锦文化旗下的艺人。

## 簡介
她是無綫電視劇集的配角，近年甚少參演電視劇，而她曾經於《一擲千金》的第一輯節目中擔任千金小姐。
直至2007年，殷櫻決定暫時離開無綫電視，選擇到上海讀書。在上海為前印尼皇室成員所開的投資公司任職市場部及地產代理。
2010年重返無綫電視從事演藝工作。2012年再次離職TVB，現在在中國大陸發展，2012年接拍了兩部數字電影的女主角

## 演出作品

### 電視劇（無綫電視）
- 2000年：男親女愛 飾 護士
- 2001年：FM701 飾 女郎
- 2001年：美味情緣 飾 佳佳
- 2001年：七姊妹 飾 租客
- 2001年：皆大歡喜 飾 美女
- 2001年：酒是故鄉醇 飾 古琤瑜
- 2001年：勇往直前 飾 余小姐
- 2002年：騎呢大狀 飾 琵琶
- 2002年：皆大歡喜 飾 佳麗、如花、美女、狐狸精
- 2003年：衛斯理 飾 芭芝
- 2003年：皆大歡喜 飾 女
- 2003年：西关大少 飾 麗裘（第8集：陈继棠之女友）
- 2003年：凤舞香罗 饰 张小月
- 2004年：金枝慾孽 飾 明珠
- 2004年：赤沙印記@四葉草.2 飾 老師
- 2004年：皆大歡喜 飾 美女、女星、女侍應、護士、靚女
- 2004年：Yummy Yummy 飾 Vicky
- 2005年：御用闲人饰 淑贵人
- 2005年：秀才遇著兵 飾 雲芝
- 2005年：阿旺新傳 飾 護士(第11集)
- 2005年：人間蒸發 飾 Fanny
- 2006年：潮爆大狀 飾 司徒珊
- 2006年：飛短留長父子兵 飾 阿貓
- 2006年：鳳凰四重奏 飾 啤酒推銷員
- 2006年：刑事情報科 飾 Amy
- 2006年：東方之珠 飾 紫瓊
- 2006年-2007年：賭場風雲 飾 愛
- 2007年：寫意人生 飾 Ada
- 2007年：師奶兵團 飾 Yoyo
- 2007年：通天幹探 飾 Ann（助理設計師）
- 2007年：歲月風雲 飾 蘇珊
- 2008年：最美麗的第七天 飾 Mimi
- 2011年：依家有喜 飾 女店員

### 電視劇（中國內地）
- 2015年：聊齋新編 飾 宝带

### 其他節目（無綫電視）
- 2006年：《一擲千金》 - 千金小姐

### 電影
- 2012年：內地數字電影《山外的彩虹》飾演 于菲菲（女一）[2]
- 2012年：內地數字電影《功夫之過客豪俠》（女一）

## 音樂作品（兒歌）
- 2004年：Go! Go! Go!